# Victor Máté
Victor Máté (Budapest, 1945. február 26. –) Erkel Ferenc-díjas magyar zenész, zeneszerző, színész.
Az Artisjus Szerzői Jogvédő Egyesület elnöke 2012 és 2014 között.

## Tanulmányai
Az 1959-63 között a Bartók Béla Zeneművészeti Szakiskolába járt, ahol a zeneszerzés tanára Sugár Rezső volt. A szakközépiskola elvégzése után a Liszt Ferenc Zeneművészeti Főiskolán folytatta tanulmányait. Itt Farkas Ferenc volt a professzora. 1968 és 1970 között Varsóban modern avantgárd és elektronikus zenét tanult. Itteni oktatói Grażyna Bacewicz és Włodzimierz Kotoński.
Gyermekkora óta a Kissvábhegy lakója, lokálpatriótája.

## Munkássága

### Együttesek, munkahelyek
1970-től zeneszerzője, később, 1971-től tagja a Non-Stop együttesnek. A Huszár Erikával írt számuk, a Lélegző furcsa hajnalon, a Táncdalfesztiválon második lett.
1972-ben egyszemélyes zenekart alakított és rádiófelvételeket készített, valamint rockmusicaleket, színpadi zenéket és filmzenéket írt. Egyszemélyes zenekara 1976-ig létezett. 1980-tól 1981-ig az MTV könnyűzenei szerkesztője, 1982–1986 majd 1994–2007 között a Rádió szerkesztőségének zenei rendezője.
A Nevesincs Színház több gyermekdarabjához írt zenét. Többek között A két Lottihoz és az Iciri-piciri mesékhez.
A Könnyűzenei Produkciós Szerkesztőség vezetőjeként, főmunkatársként ment nyugdíjba 2007-ben.
A Színházi adattárban regisztrált bemutatóinak száma: zeneszerző-8, színész-4, karmester-1.

### Közreműködések

#### Rádiójátékok és filmek
1974-ben Huszár Erikával és a Gemini együttessel közösen készítette el a Holnaptól nem szeretlek rockmusicalt Kovács Katival a főszerepben. Hasonló stílusú az 1976-os Villon és a többiek (Kardos G. Györggyel és Mészöly Dezsővel). Ezt követő munkái: A Petőfi Sándor elbeszélő költeménye alapján készült Bolond Istók (tv-opera) – 1977), A canterville-i kísértet (zenés tévéjáték – 1982).
Színészként jelent meg 1975-ben a Tanévzáró című rövidfilmben, majd 1984-ben a Jégkrémbalettben. Az 1983-as István, a királyban ő személyesítette meg Asztrik apátot. A népszerű rockoperának több számában („Töltsd el szívünk fényesség – Veni Lumen Cordium”, „Géza fejedelem temetése – Kyrie Eleison”, „Adj békét Uram – Da Pacem Domine!”, „Fejedelmünk István!”, „Töltsd el szívünk fényesség!”, „Hála néked fejedelem!”, „István, a király”) is énekel. Ezt a szerepet a Városligetben, a Népstadionban és Sevillában is eljátszotta.

##### További filmek
- 1977 – Bezzeg a Töhötöm
- 1987 – Nyolc évszak
- 1995 – Esti Kornél csodálatos utazása
- 1997 – Az én kis nővérem
- 2007 – Az ember, aki nappal aludt

### Színpadi művek
Munkássága során több színpadi mű elkészítésében is közreműködött: A Cyrano (1983) már az enyhébb zenei stílust, többek között dalműt, zenés játékot és daljátékot képviseli. A különböző irányzatok között helyezkedik el, a Vörösmarty Mihály Szózatából vett, Itt élned, halnod kell című zenés történelmi játék, amely már az 1985-ös évhez kötődik, mint ahogy Kacsóh Pongrác, a János, a vitéz című operettjének pop-átdolgozása is és a Hamupipőke című mese-musical is. 1976–1977-es évadban a Villon és a többiek, című darabban is közreműködött. 
A 80-as évek második felében főleg daljátékokban működött közre. Ilyenek a Szentmihályi Szabó Péterrel készített Új Zrínyiász és a William Shakespeare vígjátékából átdolgozott Vízkereszt, amelyben Mészöly Dezső is közreműködött. 1991-ben egy mesés musicalt írt Fábri Péterrel, ami a Szennyes az Óperencia címet kapta. A Királyfi és koldus zenés   mesejáték pedig 2002-ben készült.

#### Lemezek

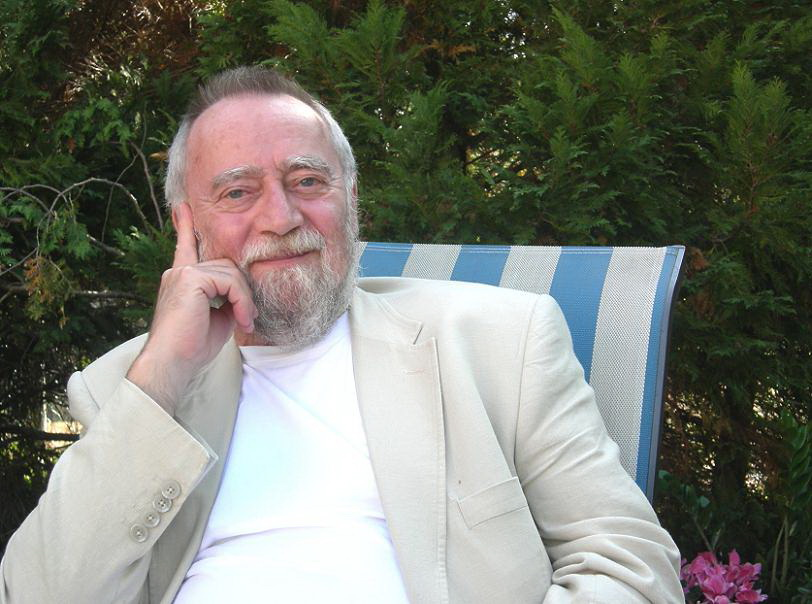
Victor Máté 2011-ben

- (1980) – Óz, a nagy varázsló (1980, 2004, mesejáték)[5]
- (1985) – Non Stop (1985)

1. Szívem dombján
2. Hogy én jussak el
3. Tréfás kedvű Jack
4. Lélegző furcsa hajnalon
5. Ne haragudj kedvesem, ma szomorú leszek
6. Szép Margit
7. Ó, micsoda éjjel
8. Rosszkor szóltak rám
9. Ha
10. A lemezjátszó
11. Ó, királylány
12. Nehezen élsz
13. Játszom egy gondolattal
14. A szélben

Közreműködtek: Somló Tamás, Turai Tamás, Köves Miklós, Benkő Róbert.
- (1990) – Az Úr énnekem őriző pásztorom

#### Szólódalai
- 1972: Ha fény csiszolja ablakod
- 1973: Rosszkor szóltak rám
- 1973: Oly üres a szívem
- 1973: Szólj a fűre, fákra
- 1974: Indulni kell
- 1974: A lemezjátszó
- 1974: A kirakati baba
- 1974: Nincs közérzetem
- 1974: Oh, királylány
- 1974: Ha
- 1975: Baleset
- 1975: Keress meg
- 1975: Nehezen élsz
- 1975: Ha nem szeretsz már
- 1976: Játszom egy gondolattal
- 1976: A szélben
- 1978: Sose hittem volna

## Díjai, elismerései
- Szirmai-díj (1970)
- Erkel Ferenc-díj (1985)
- Fényes Szabolcs-díj (1999)
- Artisjus Életműdíj (2005)
- A Magyar Köztársasági Érdemrend tisztikeresztje (2005)